# 豊川市立金屋小学校
豊川市立金屋小学校（とよかわしりつ かなやしょうがっこう）は、愛知県豊川市金屋西町にある公立小学校。

## 概要
豊川市の中心地に位置し佐奈川の自然を横目にする小学校。
児童数は330名で1年～6年全学年2クラスである。特別支援学級が併設されおよそ20名ほどが学習をしている。

## 沿革
- 1976年（昭和51年）4月 - 豊川市立豊川小学校、豊川市立中部小学校から分離し、開校。開校時の児童数は542名。
- 1977年（昭和52年） - 体育館、プールが完成する。

## 交通アクセス
- 名鉄豊川線諏訪町駅下車、徒歩約15分。
- 豊鉄バス豊川線、新豊線「免許センター前」バス停より徒歩約5分。

豊橋駅東口「豊橋駅前」バス停6番のりばより【92系統】豊川線「豊川駅前」行。
豊川駅西口「豊川駅前」バス停1番のりばより【92系統】豊川線「豊橋駅前」行。
豊橋駅東口「豊橋駅前」バス停6番のりばより【95系統】新豊線「新城富永」行。
豊橋駅東口「豊橋駅前」バス停6番のりばより【97系統】新豊線「新城富永」（豊川市民病院経由）行。

## 周辺施設
- 愛知県立豊川工科高等学校
- 豊川高等学校
- 豊川市立金屋中学校
- 豊川市立東部中学校
- 豊川市立南部中学校
- 豊川市立代田中学校
- 豊川市立桜木小学校
- 豊川市立豊小学校
- 豊川市立中部小学校
- 豊川市立代田小学校
- 豊川市役所
- 東三河運転免許センター
- 豊川保健所
- 豊川公園
- 豊川市中央図書館
- 陸上自衛隊豊川駐屯地
- 豊川稲荷
- 日本車輌製造豊川製作所